# ARY古兰经卫视
ARY古兰经卫视（英語：ARY QTV），前身为古兰经卫视（英語：Quran Television, QTV），是巴基斯坦一个具有逊尼派伊斯兰教信仰电视频道，主要制作以逊尼派为重点的节目。古兰经卫视是巴基斯坦ARY数字网络一部分。